# Schwand im Innkreis
Schwand im Innkreis är en ort och kommun  i Österrike. Den ligger i distriktet Braunau am Inn i förbundslandet Oberösterreich, 250 kilometer väster om huvudstaden Wien. 
Kommunen består av 27 orter (Ortschaften) (inom parentes invånarantal 1 januari 2024):

- Adenbrunn (18)
- Berg (10)
- Berndorf (16)
- Bernhof (13)
- Bruck (11)
- Bruck im Holz (22)
- Brunn im Gries (10)
- Brunnthal (7)
- Ebenthal (13)
- Ginshöring (12)
- Gries (37)
- Haus (4)
- Holz (6)
- Kammern (21)
- Kronleiten (54)
- Ottenschwand (18)
- Paischen (7)
- Paschen (4)
- Prielhof (7)
- Reith (17)
- Reuhub (19)
- Schmieding (15)
- Schwand im Innkreis (522)
- Semmelhof (18)
- Sengthal (10)
- Siebenmaiern (119)
- Weilhart (32)